# 勿来海水浴場
勿来海水浴場（なこそかいすいよくじょう）は、福島県いわき市勿来町にある海水浴場。
茨城県境近くに位置する遠浅の海水浴場で、福島県浜通りでも随一の広さといわれる。JR常磐線・勿来駅からも程近く、宿や海の家といった施設も充実している。
年間の入込客数はいわき市内の海水浴場では2位の約18万2000人（2010年）で、1位の薄磯海水浴場（約26万3000人、2010年）と人気を二分している。
この海水浴場は、平潟トンネル付近の断崖のすぐ北に位置しており、菊多浦（きくたうら）と呼ばれる海岸の一角である。従って、海水浴場の真ん中には二つ岩という奇岩が聳え立っている。これは昔から歌に読まれたり絶好の釣り場になったりと親しまれてきたものであったが、波の侵食による崩落などで海水浴客が危険に巻き込まれかねないため、福島県小名浜港湾建設事務所によって炭素繊維補強コンクリートを用いた擬岩工法で瓜二つに再現され、護岸も整備された。
近くには勿来の関公園がある。